# 麻の葉文様
麻の葉文様（あさのはもんよう）は、大麻の葉に似ていることから、近世に入ってこの名が付けられた。文様自体は古くからあり、平安時代の仏像などにも切金（きりかね）での装飾がみられる。
麻柄とも呼ぶ。基本的な形は正六角形。葉の形に似せるなど様々な種類がある。
麻は丈夫ですくすくと育つことから、子どもの産着に用いられるなどの習慣ができ、長襦袢（ながじゅばん）や帯にも多く使用された。歌舞伎の演目「八百屋お七」の衣装では、鹿の子絞りの文様として、地の緋と浅葱の麻の葉があらわされている。
平安時代には仏教の尊像の衣服の図柄に使われており、次第に普及し、江戸時代には着物の流行の図柄となり、赤子の産着としても定番の柄である。家紋や神紋、それ以外にも伝統工芸、ほか一般に様々な場面で図柄として使われている。

## 家紋

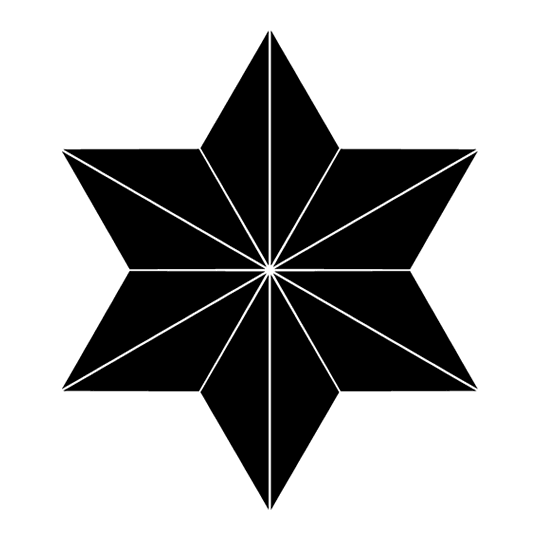
家紋の「麻の葉」。あるいは「麻紋」。忌部氏の末裔の紋と考えられるが、家紋の歴史の方が新しい。

図のものが家紋の「麻の葉」。白黒反転したものが「陰（かげ）麻の葉」、五角形の「麻の葉桔梗」。大麻比古神社（徳島県）の神紋は麻の葉であり、外の線が葉型になった文様が、拝殿に掲げられている。これは「真麻崩し」とか「向こう麻葉」と呼ばれる。大麻比古神社の神職、永井家の家紋も麻である。八角形で花形のものは「麻の花」。
麻の葉を〇で囲んだ「丸に麻の葉」は、青麻神社（宮城県）の神紋にも使われている。囲んだものに「雪輪に麻の葉」があり、「丸に真麻の葉」では、六角形ではなく葉型をしている。
三菱型に塗られた「三つ割り麻の葉」、中心が塗られた「外三つ割り麻の葉」、各頂点の外に菱がある「麻の葉車」。
線が重ならないように二つつなげた「打ち合い麻の葉」、そうでなく二つが重なっているものは「比翼麻の葉」。離して三つでは、「三つ盛り麻の葉」となる。
茨城県・麻生町の桓武平氏繁盛流大掾氏族「麻生」や、大阪・豊中市・麻田町の「麻田連族」の家紋に「丸に麻の葉」「麻の花」が使われていることがある。

## 鎌倉時代・室町時代

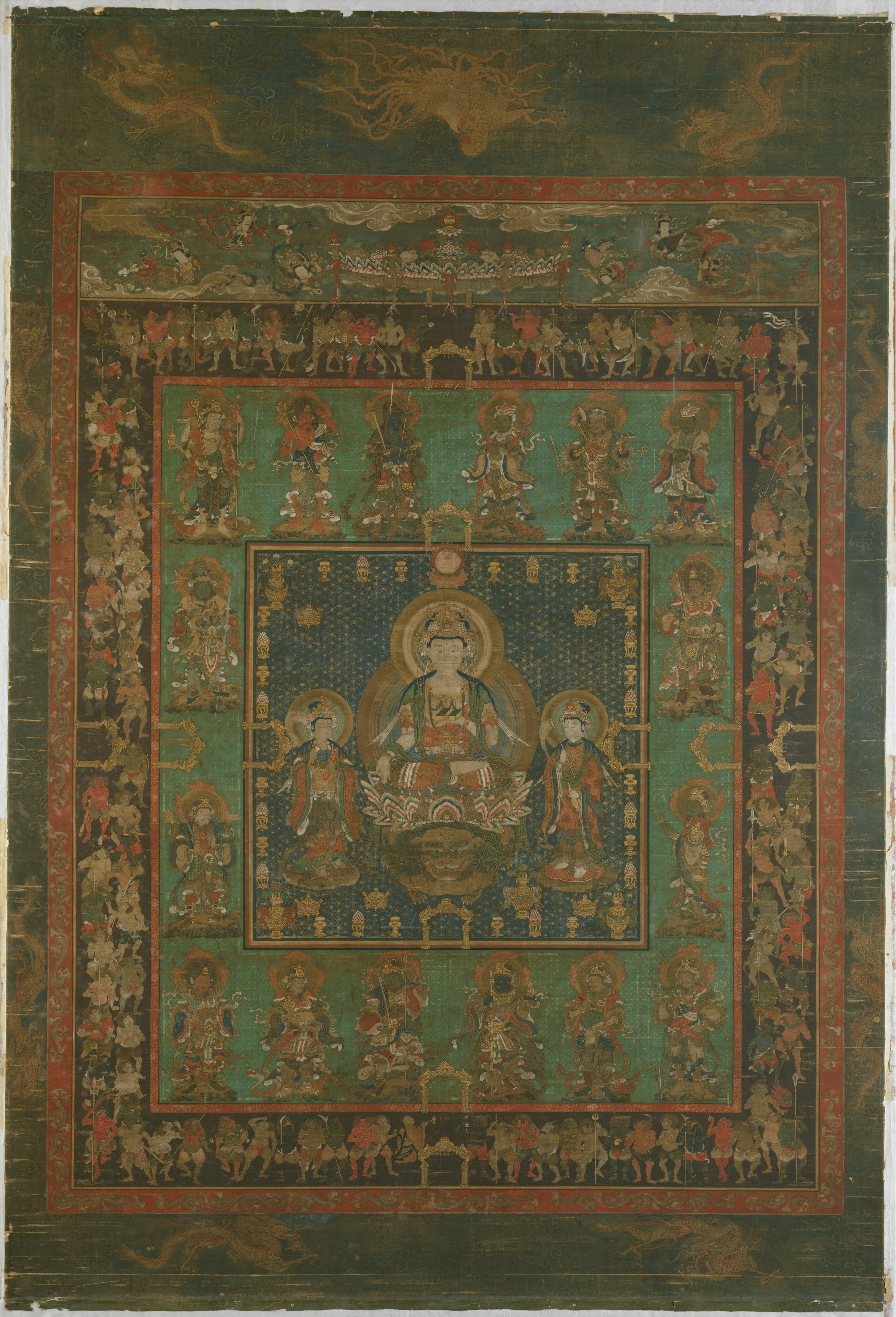
般若菩薩曼荼羅図、南北朝時代（1336-1392年）。中心の藍色の地の模様が麻柄の変形。（メアリー&ジャクソンバーク財団所蔵、ニューヨーク）

古くは鎌倉時代の初期以降の、13-14世紀の仏像の衣服にこの文様が用いられている。それは密教系の尊像や曼荼羅の地の模様として集中しているとされ、慶派の奈良仏師による尊像に採用された。
- 十大弟子立像（1220年前後、京都・大報恩寺） - うち一体の衣装に麻の葉文様が使われている[8]
- 愛染明王像 （1247年、奈良・西大寺）- 衣服の文様の一部に描かれている[8][9]。

当初は多くの柄のひとつであり、時には上からさらに丸紋が重ねられ気付きにくいものであったが、室町時代には麻の葉文様の部分は面積的にも大きくなってくる。仏教美術が没落していく中で粗雑な像の衣服にも麻の葉が取り入れられ、またこれらは比較的地位が低い尊像であったが民衆からはしたわれており、このことが麻の葉文様の民衆への普及に関係しているのではとも言われる。

## 江戸時代
帯などとして元禄時代から麻の葉の柄があったとされる。

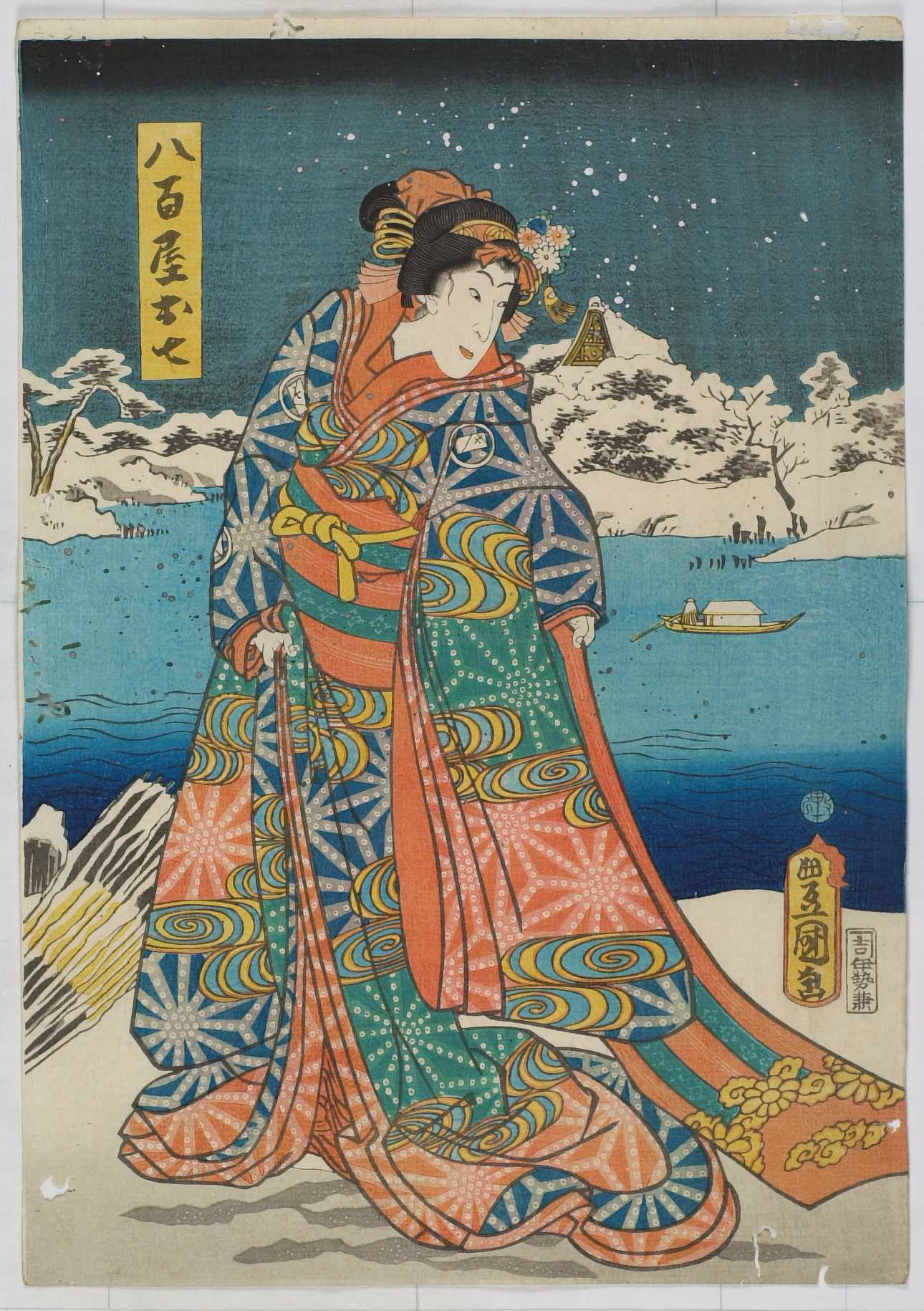
歌川豊国作、1860年。八百屋お七。丸に封じ文の紋、麻の葉鹿の子柄の振袖で、現代のお七の衣装と配色（浅葱色と紅色の2色）こそ違うが典型的なお七の衣装である。

17世紀から18世紀の浮世絵に描かれるようになり、この時代のほとんどの浮世絵師が麻柄を描いているため、江戸時代の初期には麻柄が広まっていたことがわかる。1809年、五代目 岩井半四郎が歌舞伎で八百屋お七を演じた際、その着物にはあさぎ色の地に、鹿の子絞りで麻の葉文様があしらわれた。「半四郎の鹿の子」と呼ばれ、江戸の女たちの間で着物の襟や袖、裾に麻柄を取り入れることが流行した。また、文政年間（1818-1830年）には、大阪でも「妹背門松」という芝居を演じた嵐璃寛（あらしりかん）が「お染」の役の時に麻の葉文様を採用し、京・大阪では「お染形」として好まれた。

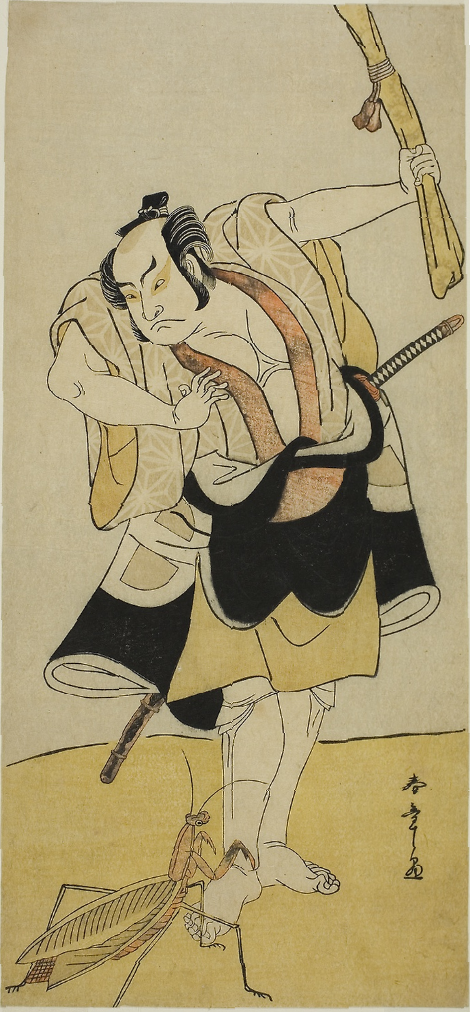
勝川春章作（1775-1785年ころ作）。不明の役を演じる三代目 大谷廣次。男役では珍しい麻柄の着物を着ている。

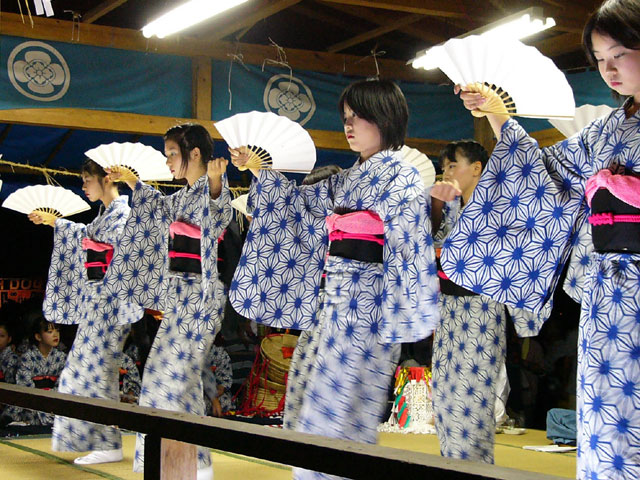
伝承されてきた重要無形文化財の「徳山の盆踊」は静岡県の浅間神社の例祭。その盆踊り「ヒーヤイ」は、近世の初期の歌舞伎踊りを残しているとされる。娘たちが麻柄の浴衣を着ている。

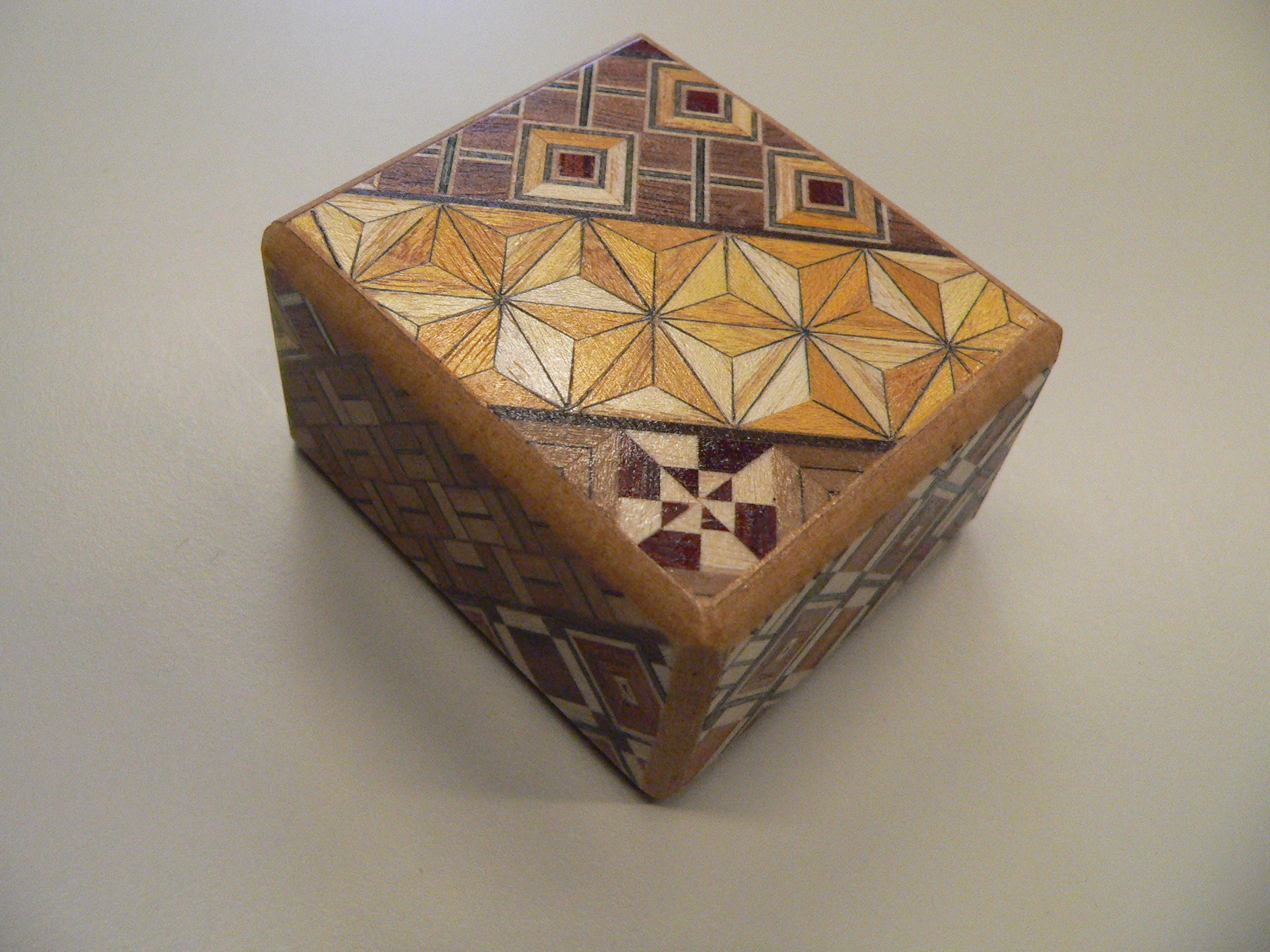
箱根の伝統工芸の寄木細工に使われている麻の葉文様。

江戸の人々は捻じれ模様も好きで、麻の葉文様がぐにゃぐにゃと捻じれている「捻じれ麻の葉」もある。麻の葉文様の中に、絞り文様を入れたり、向かい鶴を入れたり、波模様と組み合わせたり着物の柄としては様々な形をとる。
幼児の産着では江戸時代の浮世絵に、よく麻の葉文様の着物を着て描かれたり、麻のようにすくすく育つようにとの願いが込められていると言い伝えられてきた。また麻には虫が寄り付かないことから、虫気なく健やかにとの願いを込めた。こうした各地の伝承については『祓いの構造』の中で紹介されており、他にも無病息災、長生きといった願いが込められているとされる。また背中側の縫い飾り（背守り）にされ、魔除けになると信じられてきた。背守りの方は、麻の葉が標準的ということはなく多様な種類がある。幾何学的図形の一種なので魔除けに使われたとも指摘されるが、別の研究者は述べたように、古くは仏教で使われていたことを指摘している。
また葛飾北斎は『北斎漫画』の中でその書き方を紹介し、『新形小紋帳』においては模様の12種類のバリエーションを創作している。
九鬼周造が1930年の『「いき」の構造』の「芸術的表現」の章にて、麻の葉は「いき」ではないと述べているが、横より縦の縞模様のほうが「いき」だとか、放射状に一点集中したものは「いき」でないとか、つらつらと書き綴りながら、縞ではないのは「いき」ではない、三角形がある麻の葉、籠目は「いき」でないとしている。これに対して、安田武は1979年に「『「いき」の構造』を読む」という本で反論しており、九鬼はこういう模様には別の面白さがあるというかもしれないが、歌舞伎の衣装でも麻の葉は「いき」な扱いであって、九鬼の独断的な部分が逆に面白いと語っている。

## 浮世絵に見る麻の葉文様

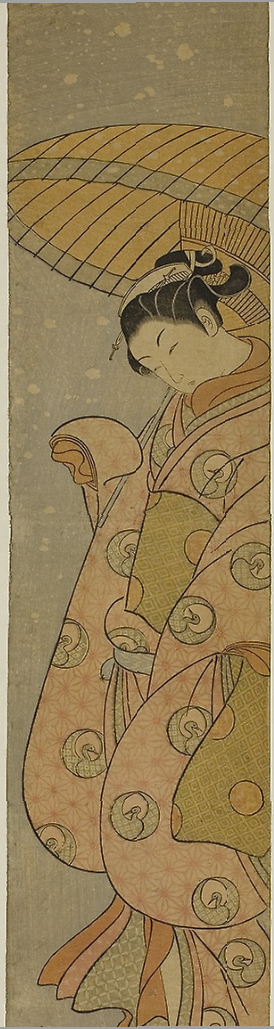
鈴木春信作（1764–1770年ごろ作）。雪の中で傘をさす女。赤い麻柄に鶴の着物。

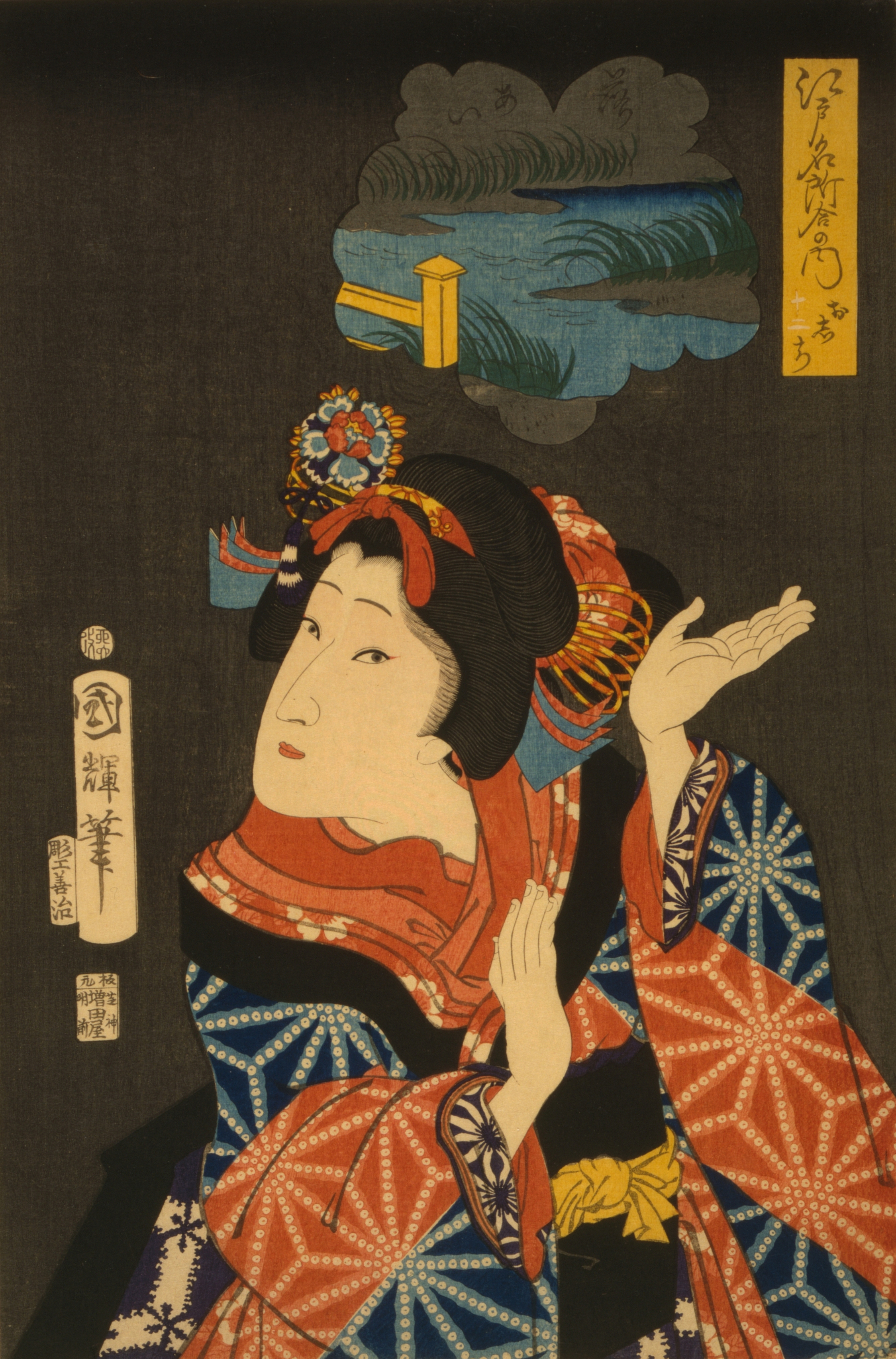
二代目 歌川国輝作（1867年）。八百屋お七。

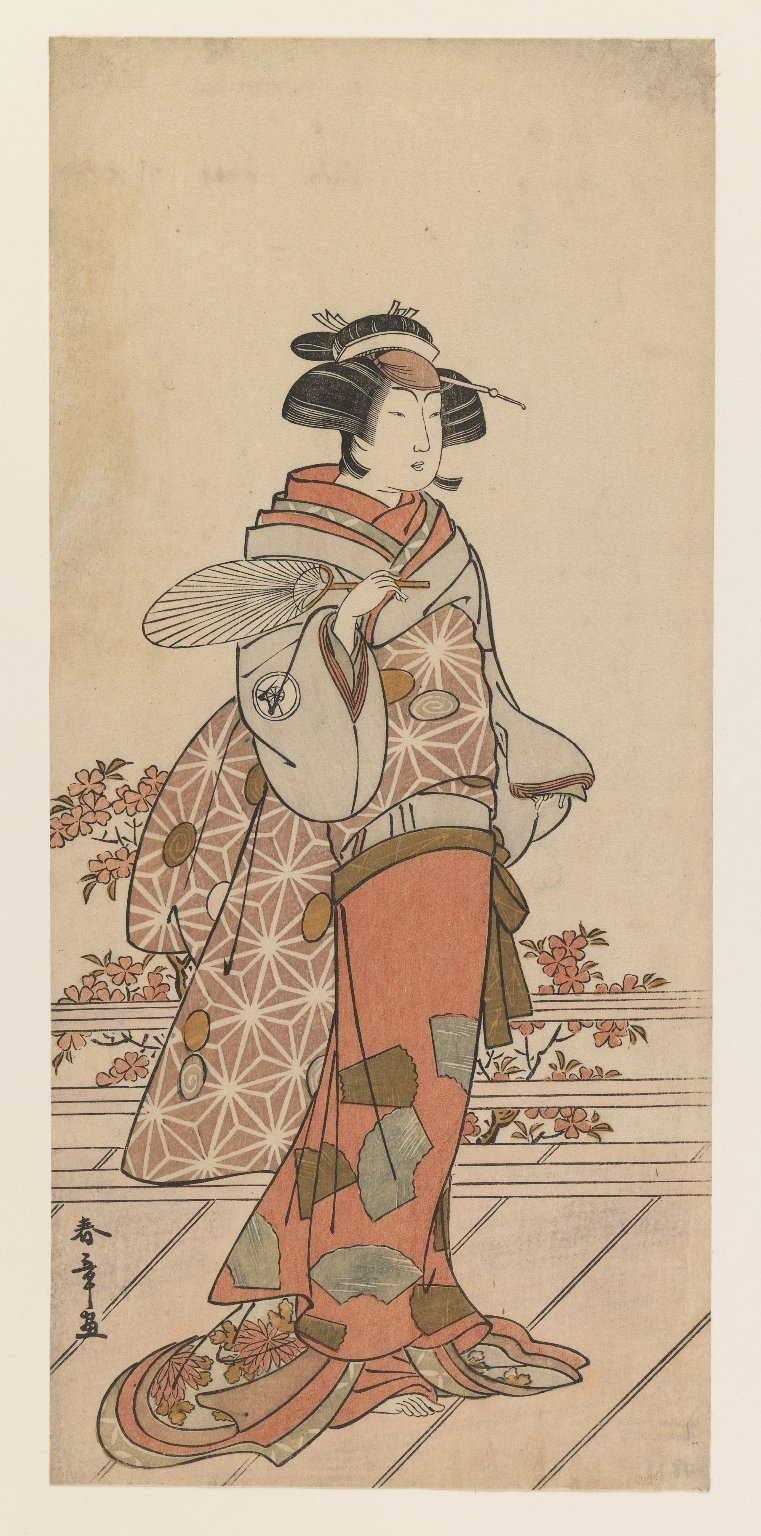
勝川春章作（1782-1788年頃）。描かれているのは四代目 岩井半四郎。

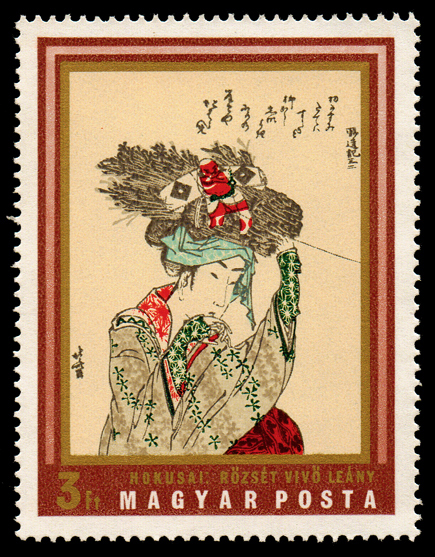
葛飾北斎作。袖口に麻の葉柄があしらわれている。
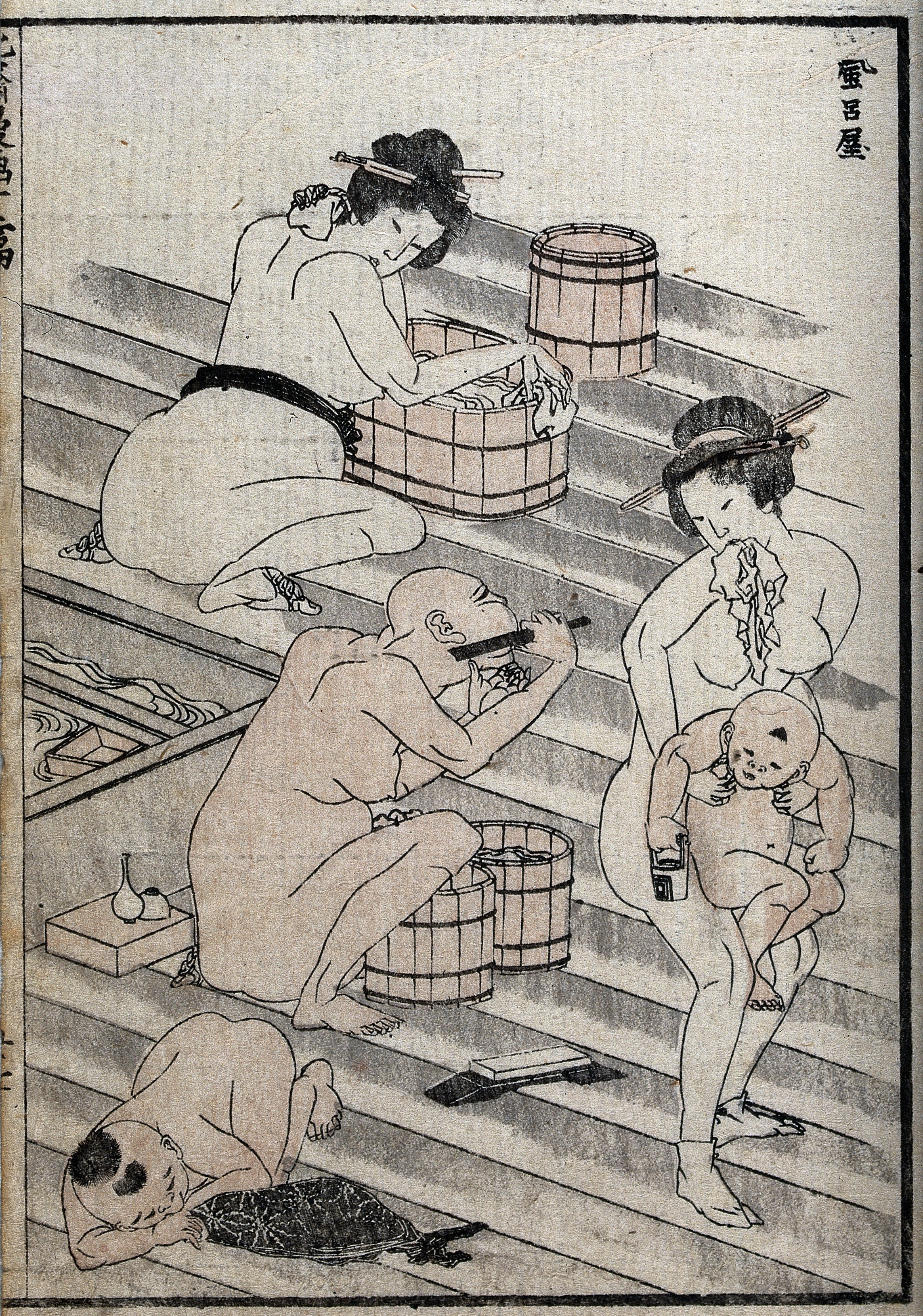
同じく北斎（1834年）。風呂屋。左下の小僧の着物（か手ぬぐい）が麻柄。
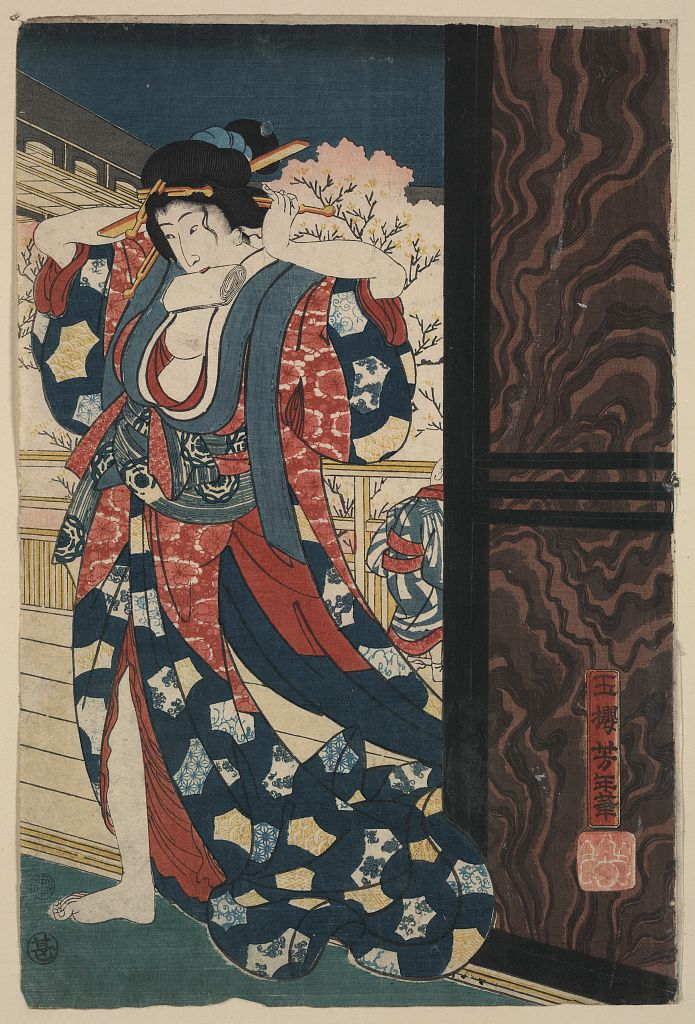
月岡芳年作（1860年）。裾の柄のひとつが麻柄。
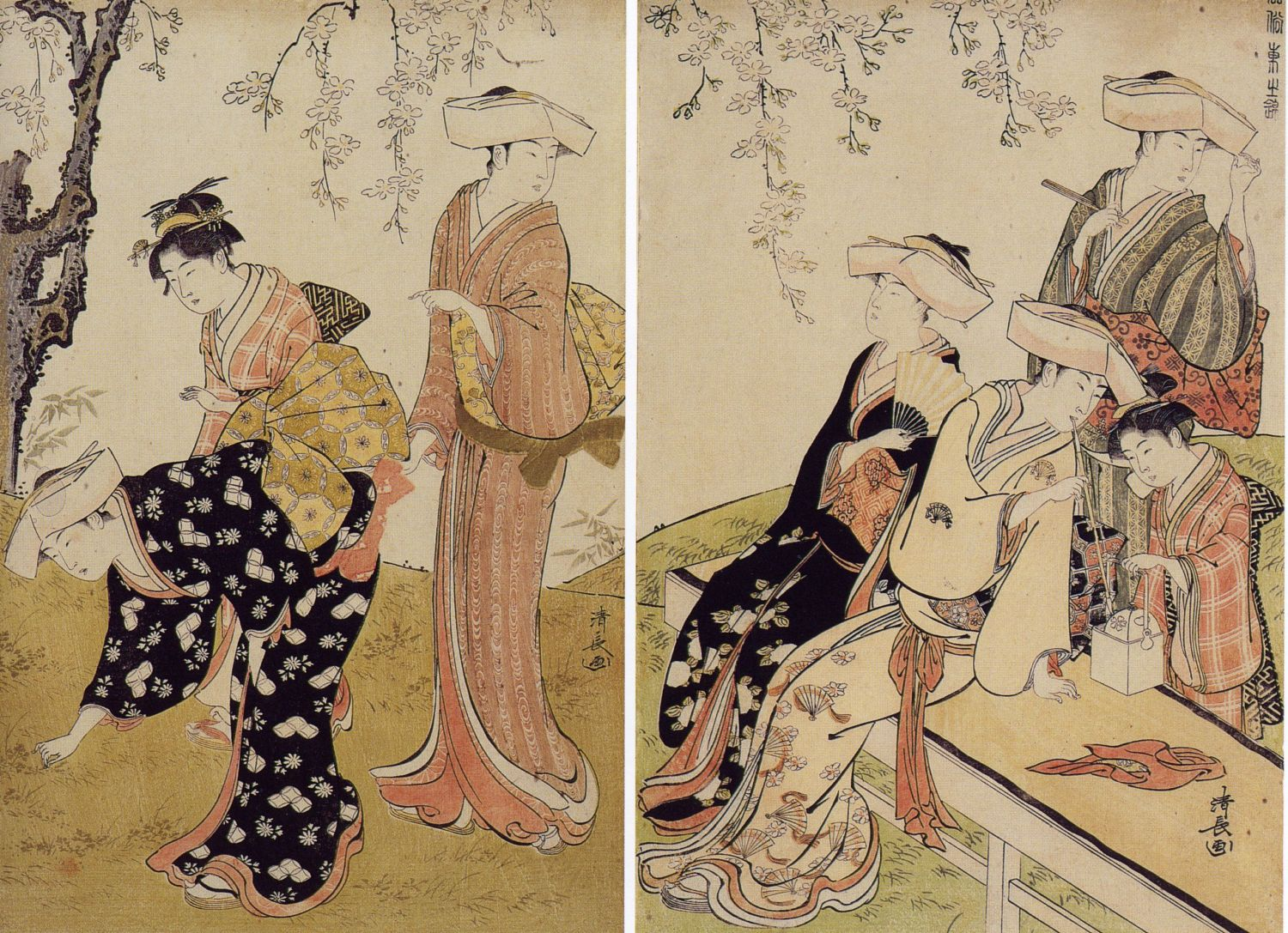
鳥居清長作（1786年）。右端の女の縦縞状の柄に麻柄が取り入れられている。
同じく清長。女風呂。左向きに座る女が赤と青の線の麻柄の着物を着る。
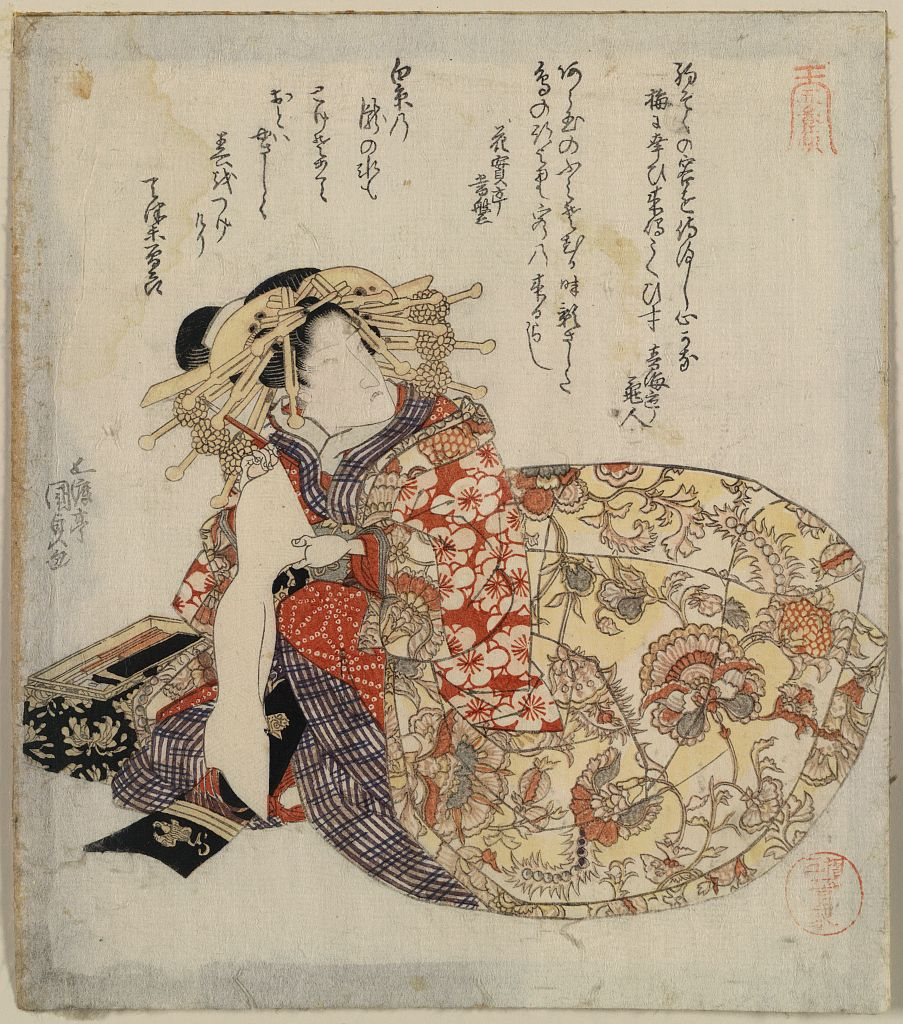
歌川国貞作。遊女が中に来た着物が赤地の麻柄。
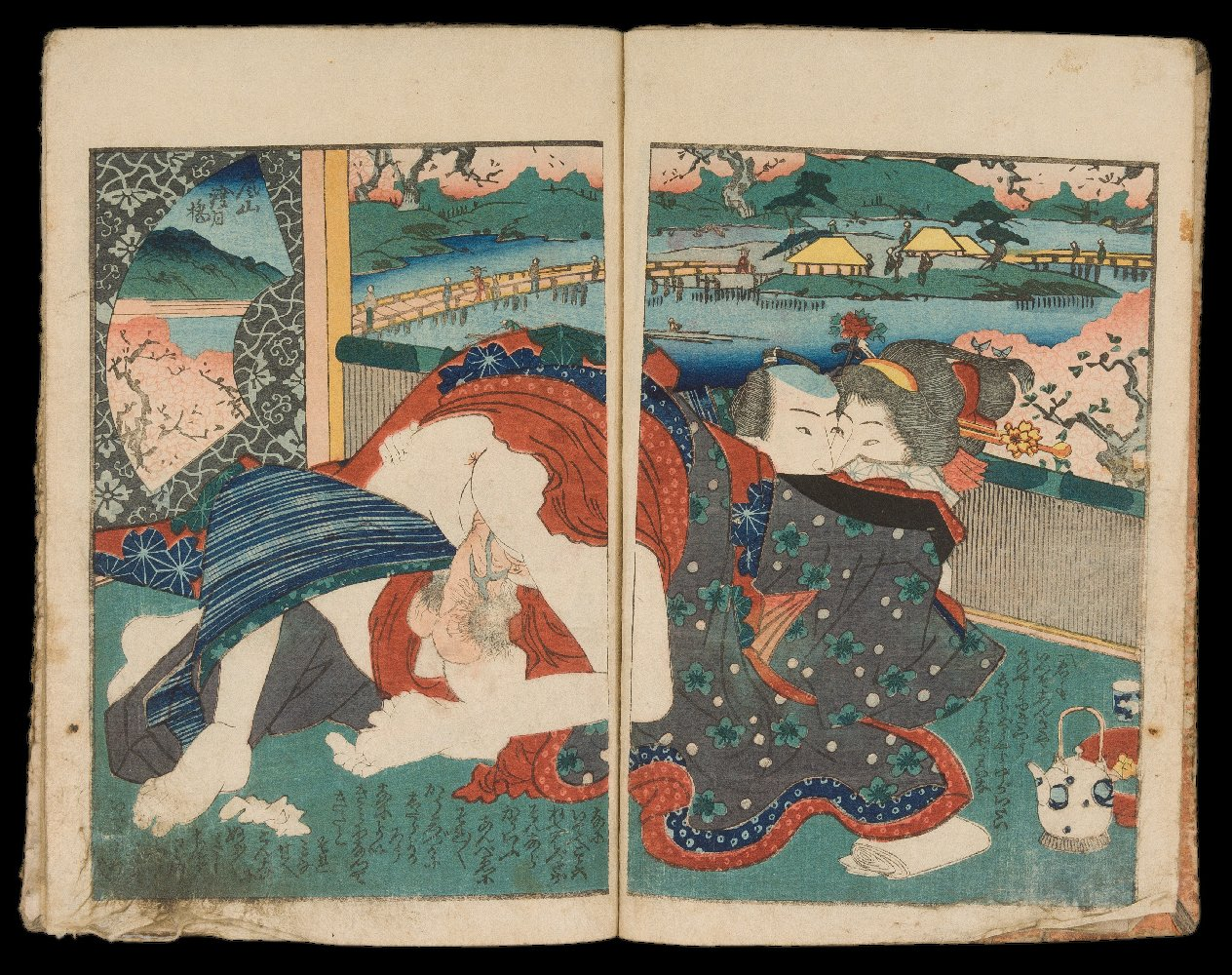
歌川国芳作。春画。女の着物の襟と乱れる帯（か着物）が麻柄。

## その他
平成末期〜令和初期の吾峠呼世晴による漫画『鬼滅の刃』のヒロイン・竈門禰󠄀豆子がピンク地の麻の葉文様の衣服を着用している。その柄を使用した便乗商品やコピー商品が多く出回っているため、版元の集英社が模様の商標を特許庁に出願しているが、「全体として、装飾的な地模様として認識されるにとどまり、かつ、その構成中に自他商品の識別力を有する部分を見出すこともできません」として拒絶されている。